# 889
889 је била проста година.

## Догађаји
- Википедија:Непознат датум — Владавина династије Абасида у Багдаду.

- Гвидо III Сполето, побеђује лангобардског краља Беренгара Фурланског на реци Требији, и проглашен је краљем Италије на скупштини у Павији. Крунисан је Гвозденом круном Ломбардије, од стране папе Стефана V. Беренгар је принуђен да се повуче у Верону; Гвидо га не прогони до Фурланије, због гнева корушког краља Арнулфа.
- Борис I, владар (кан) бугарског царства, абдицира са престола после 37-годишње владавине и повлачи се у манастир. Наследио га је најстарији син Владимир, као монарх Бугарске. Владимир потпада под утицај старих бојара; многи остају антихришћански и антивизантијски. Он покушава да обнови некадашњи франачки савез и да поново успостави паганство.

- Великоморавски кнез Сватоплук I заузео је територију Лужичких Срба.
- Арнулф од Корушке дао је Оснабрику трговачке привилегије.
- Печенези упадају у област Северног Црног мора.

- Арнулф од Корушке признаје свог ванбрачног сина Звентиболда као наследника Источно-франачког краљевства. Он подржава Луја Слепог као краља Провансе, након што је добио личну жалбу од Лујеве мајке, Ерменгард, која долази да види Арнулфа у Форхајму (Северна Баварска). Арнулф даје граду Оснабрику трговинске и коване привилегије.
- Брод који носи двадесетак арапских фрибоотера, из Печине у Ал-Андалузу (модерна Шпанија), поставља сидро у заливу Сан Тропе у Прованси. Они успостављају утврђену базу у Фраксинету (данашњи Ла Гард-Френе). Након рације у околини, муслиманску колонију подржавају контигенти сараценских авантуриста.
- Племе Угри из степа централне Азије, крећу на запад под вођством Арпада. Њихови ривали Печенези су протерани на Балканско полуострво и уплетени су у рат између Бугарског и Византијског царства. Угри крећу на север и насељавају се у Великој Моравској.
- У Италији Форли по први пут постаје република. Град је у савезу са фракцијом гибелина, у средњовековним борбама између гвелфа и гибелина.
- У Португалу, гроф Коимбре, Херменегилдо Гутијерез, поново осваја Коимбру, која је била привремено изгубљена након првог освајања 878. године.
- Уједињено краљевство Сила (модерна Кореја) под краљем Јинсеонгом настоји да силом убире порезе од сељака, изазивајући масовне сељачке побуне.
- Индраварман I, владар Кмерског царства (савремена Камбоџа), умире и наследио га је његов син Јасоварман I, звани Губави краљ (или 890).
- Храм Бонгвон, који се налази у Сеулу (модерна Јужна Кореја), основао је корејски будистички мајстор Досеон.

## Смрти
- Википедија:Непознат датум — Борис I, бугарски кнез